# Athena 98.4 FM
Athena 98.4 FM (греч. Αθήνα 9,84) или Афинское муниципальное радио — первая частная радиостанция, которая начала своё вещание на законных основаниях в Греции.
Первый эфир состоялся 31 мая 1987 года, станция была запущена тогдашним мэром Афин Эвертом Мильтиадисом. На начальном этапе радиостанция столкнулась со многими проблемами в правовом кругу, поскольку до 1989 года греческое законодательство не определяло основ образования и дальнейшего действия для частного вещания.
Для трансляции своих передач станция использует частоту 98,4 FM, хотя в 2002 году перешла на частоту 98,3 FM после очередной передачи частот в муниципалитете Афин. Сейчас станцией владеет муниципалитет Афин. Кроме того, Athena 98.4 FM осуществляет онлайн веб-трансляции, а также радиовещание передач через спутник.
Радиовещание на иностранном языке осуществляет проект Athena 98.4 FM радиостанция Афинское международное радио. Другой братский проект — Athens Web TV — осуществляет видео веб-трансляции.